# کادرکوو
کادرکوو (انگلیسی: Kadrekovo) یک شهرک در شهرستان کراسنوکامسکی استان باشقیرستان کشور روسیه است.